# Struthiola fasciata
Struthiola fasciata är en tibastväxtart som beskrevs av Charles Henry Wright. Struthiola fasciata ingår i släktet Struthiola och familjen tibastväxter. Inga underarter finns listade i Catalogue of Life.